# Finland ved sommer-OL 2020
Finland deltog under Sommer-OL 2020 i Tokyo, som blev afviklet i perioden 23. juli til 8. august 2021.

## Medaljer
| 2020 Tokyo | Guld | Sølv | Bronze | Total |
| Finland    | 0    | 0    | 2      | 2     |

### Medaljevinderne
| Finland under sommer-OL 2020 i Tokyo | Finland under sommer-OL 2020 i Tokyo | Finland under sommer-OL 2020 i Tokyo | Finland under sommer-OL 2020 i Tokyo | Finland under sommer-OL 2020 i Tokyo |
| Medalje                              | Navn                                 | Sport                                | Event                                | Dato                                 |
| ------------------------------------ | ------------------------------------ | ------------------------------------ | ------------------------------------ | ------------------------------------ |
| Bronze                               | Matti Mattsson                       | Svømning                             | Mændenes 200 m brystsvømning         | 29. juli                             |
| Bronze                               | Mira Potkonen                        | Boksning                             | Letvægt 60 kg                        | 5. august                            |